# Samba (software)
Samba es una implementación libre del protocolo de archivos compartidos de Microsoft Windows (antiguamente llamado SMB, renombrado posteriormente a CIFS) para sistemas de tipo UNIX. De esta forma, es posible que computadoras con GNU/Linux, Mac OS X o Unix en general se vean como servidores o actúen como clientes en redes de Windows. Samba también permite validar usuarios haciendo de Controlador Principal de Dominio (PDC), como miembro de dominio e incluso como un dominio Active Directory para redes basadas en Windows; aparte de ser capaz de servir colas de impresión, directorios compartidos y autentificar con su propio archivo de usuarios.
Entre los sistemas tipo Unix en los que se puede ejecutar Samba, están las distribuciones GNU/Linux, Solaris y las diferentes variantes BSD entre las que podemos encontrar el Mac OS X Server de Apple. 

## Características
Samba es una implementación de servicios y protocolos, entre los que están: NetBIOS sobre TCP/IP (NetBT), SMB (también conocido como CIFS), DCE/RPC o más concretamente, MSRPC, el servidor WINS también conocido como el servidor de nombres NetBIOS (NBNS), la suite de protocolos del dominio NT, con su Logon de entrada a dominio, la base de datos del gestor de cuentas seguras (SAM), el servicio Local Security Authority (LSA) o autoridad de seguridad local, el servicio de impresoras de NT y recientemente el Logon de entrada de Active Directory, que incluye una versión modificada de Kerberos y una versión modificada de LDAP. Todos estos servicios y protocolos son frecuentemente referidos de un modo incorrecto como NetBIOS o SMB.
A partir de la versión 4.10.0 ofrece soporte completo para Python 3 y aunque mantiene compatibilidad con Python 2, esta debe ser configurada de manera explícita; sin embargo, a futuro, dicho soporte a Python 2 será retirado.

## Funcionamiento
Samba configura directorios Unix y GNU/Linux (incluyendo sus subdirectorios)

## Configuración
La configuración de Samba se logra editando un solo archivo ubicado en /etc/samba/smb.conf, un ejemplo de una configuración básica:
```
#============== Global Settings ===================#

....................................................

[
global
]

 
workgroup
 
=
 
PRUEBAGROUP

 
server
 
string
 
=
 
Samba
 
%v

 
wins
 
support
 
=
 
no

 
load
 
printers
 
=
 
no

#======= Seguridad =======#

 
security
 
=
 
user

 
map
 
to
 
guest
 
=
 
bad
 
user

 
guest
 
ok
 
=
 
yes

 
public
 
=
 
yes

 
hosts
 
allow
 
=
 
127
.0.0.1
 
192
.168.22.0/24

 
hosts
 
deny
 
=
 
0
.0.0.0/0

#============== Share Definitions ==================#

[
Musica
]

 
comment
 
=
 
Música
 
prueba.

 
path
 
=
 
/home/Datos/Musica/

 
available
 
=
 
yes

 
browsable
 
=
 
yes

 
writable
 
=
 
no

[
Videos
]

 
copy
 
=
 
Musica

 
comment
 
=
 
Videos
 
prueba.

 
path
 
=
 
/home/Datos/Videos/

[
Box
]

 
copy
 
=
 
Musica

 
comment
 
=
 
Otros
 
datos.

 
path
 
=
 
/home/Datos/Box/

 
writable
 
=
 
yes

```